# Acquedotto dei Quintili
L'acquedotto dei Quintili è uno dei monumenti in consegna al Parco archeologico dell'Appia Antica. Un lungo tratto si conserva tra la via Appia Antica e la via Appia Nuova in prossimità di via del Casale della Sergetta e il Grande Raccordo Anulare.

## Localizzazione

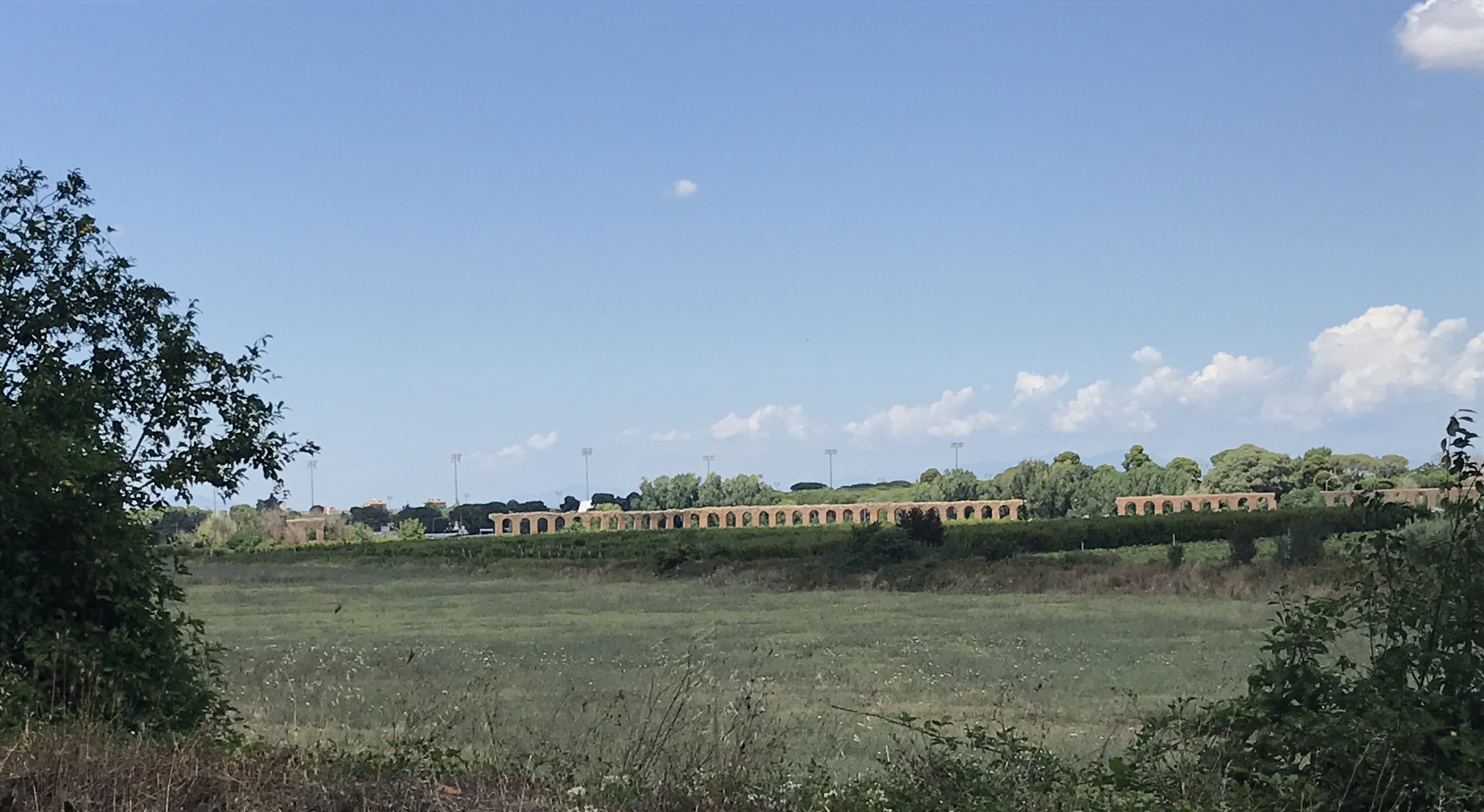
L'acquedotto dei Quintili visto dall'Appia Antica

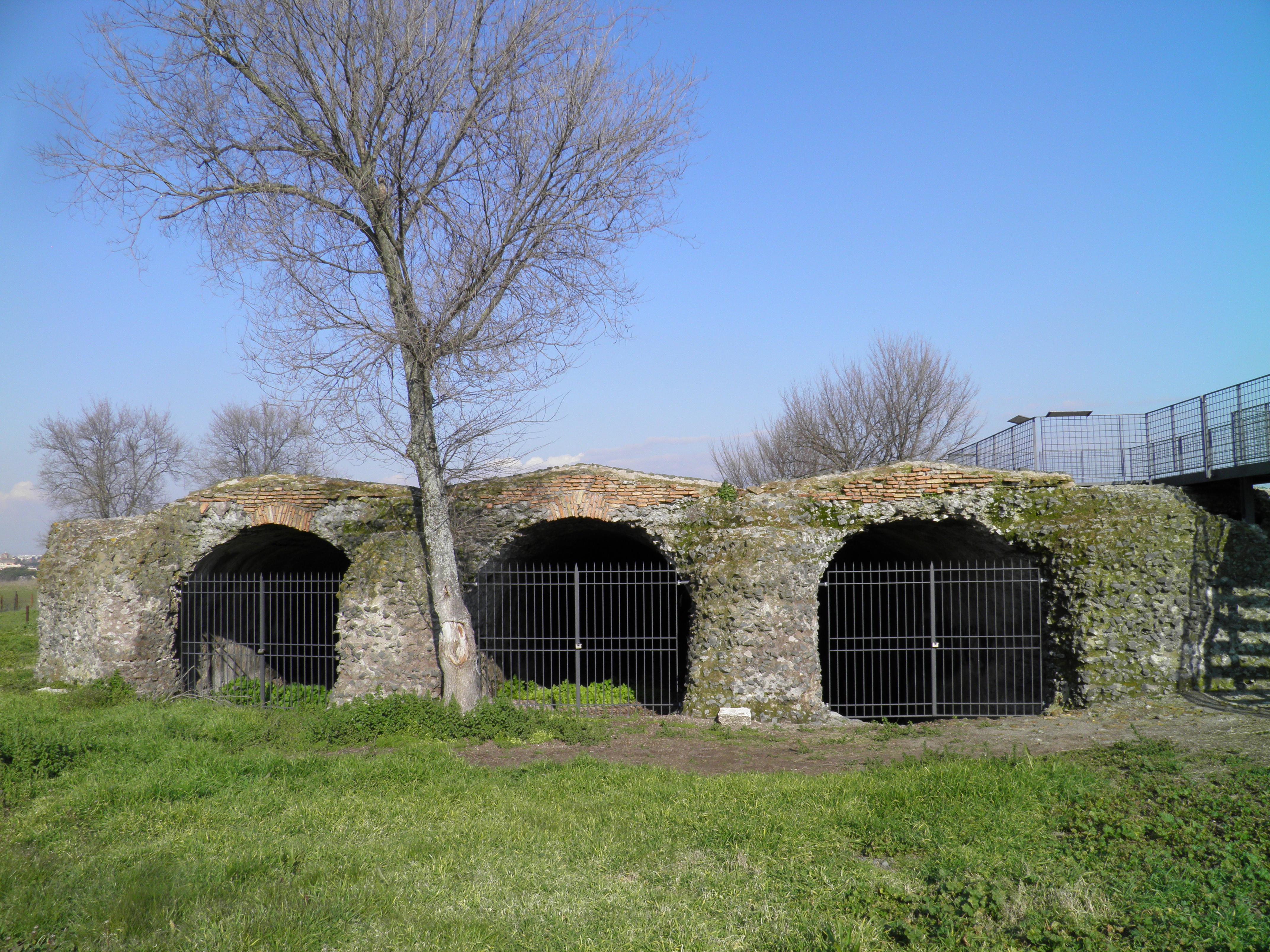
Cisterna a pianta circolare detta "Piranesi"

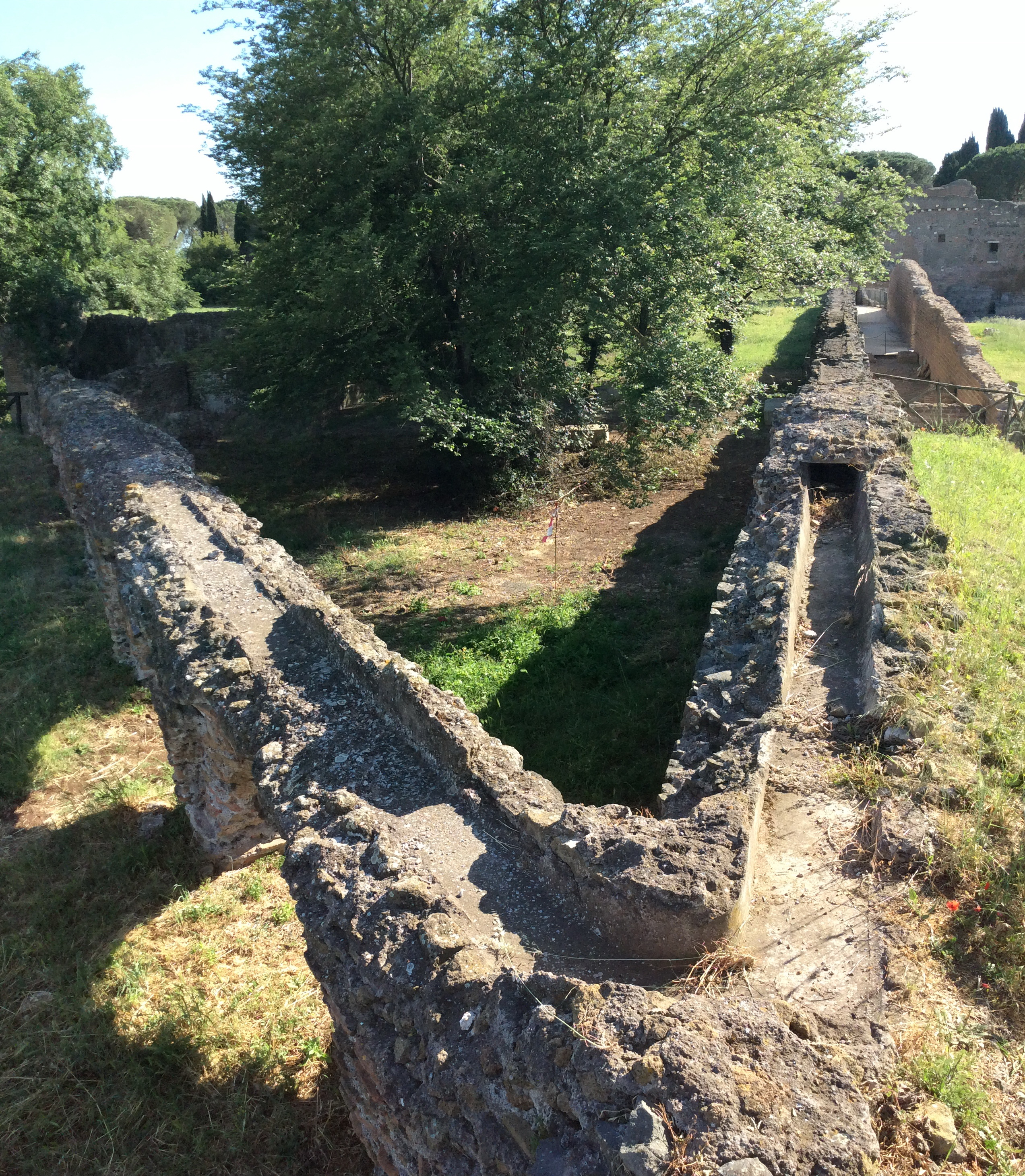
Biforcazione dell'acquedotto

Sorge su terreni in proprietà privata, ma è ben visibile percorrendo la via Appia antica in direzione sud poco prima del GRA.
Della struttura si conserva un tratto lungo circa 700 metri con 120 arcate realizzate in conglomerato cementizio ed erette su piloni di forma quadrangolare con lato di circa un metro e mezzo (pari a 5 piedi romani), rivestito da laterizi.
A causa del crollo di alcuni piloni e di porzioni di arcate, sono attualmente visibili alcuni tronconi fisicamente distinti: poco si conserva dello speco idraulico vero e proprio, del quale resta solo una porzione del fondo in malta idraulica "a cocciopesto".

## Funzione
L'acquedotto dei Quintili era verosimilmente una diramazione dell'acquedotto dell'Anio Novus, che snodandosi per circa 700 metri raggiungeva l'area di Torre Selce al VII miglio dell'Appia Antica. Raggiungeva poi un castellum aquae dal quale poi diramava il condotto sotterraneo di alimentazione della Villa dei Quintili, situata a circa un paio di miglia di distanza. Qui confluiva in una grande cisterna rettangolare, da cui probabilmente veniva attinta l'acqua che serviva al complesso termale della villa.

## Restauri
L'acquedotto è stato oggetto di restauri nel 2015 condotti dal Parco archeologico dell'Appia Antica. I lavori hanno chiarito come alcuni piloni fossero stati intenzionalmente abbattuti per interrompere la linea dell'acqua e alcune delle campate murate sono apparse anche murate con blocchetti di peperino. Si è potuto quindi ipotizzare che l'Acquedotto dei Quintili fosse stato manomesso da parte degli Ostrogoti per assetare Roma sotto assedio. L'ipotesi emersa nel corso dei lavori di consolidamento è che possa trattarsi di uno degli interventi messi in atto nel 537 d.C. da Vitige durante l'assedio al generale bizantino Belisario rinserrato nelle mura aureliane.

### Annotazioni
1. ↑  Procopio di Cesarea, Guerra gotica Libro I, cap. XIX: "Con l'intento di costruire un campo fortificato, Vitige chiuse le arcate di tratti degli acquedotti Claudio e Marcio con terra e pietra, realizzando un fortilizio naturale in cui fece accampare non meno di 7.000 uomini, al fine di bloccare l'afflusso di rifornimenti all'Urbe dalla via Appia e dalla via Latina".

### Riferimenti
1. 1 2   Parco archeologico dell'Appia antica - Acquedotto dei Quintili, su Ministero per i beni e le attività culturali e per il turismo. URL consultato il 18 aprile 2023 (archiviato il 18 aprile 2023).
2. 1 2 3 4   Acquedotto dei Quintili, su Parco archeologico dell'Appia Antica. URL consultato il 19 aprile 2023 (archiviato l'8 marzo 2023).
3. ↑   Andrea Carandini, Tetti degni di un Dio, Rizzoli libri, 2023,  p. 41, ISBN 9788831812269.